# Koppenbrüllerhöhle
Koppenbrüllerhöhle är en grotta i Österrike. Den är belägen i distriktet Gmunden och förbundslandet Oberösterreich, i den centrala delen av landet.
Koppenbrüllerhöhle ligger nere i en dal. Den högsta punkten i närheten är Niederer Sattenkogel, 1 250 meter över havet, väster om Koppenbrüllerhöhle. Närmaste större samhälle är Obertraun, sydväst om Koppenbrüllerhöhle.
I omgivningarna runt Koppenbrüllerhöhle växer i huvudsak blandskog. Runt Koppenbrüllerhöhle är det ganska glesbefolkat, med 26 invånare per kvadratkilometer.